# John Wall (järnaffär)

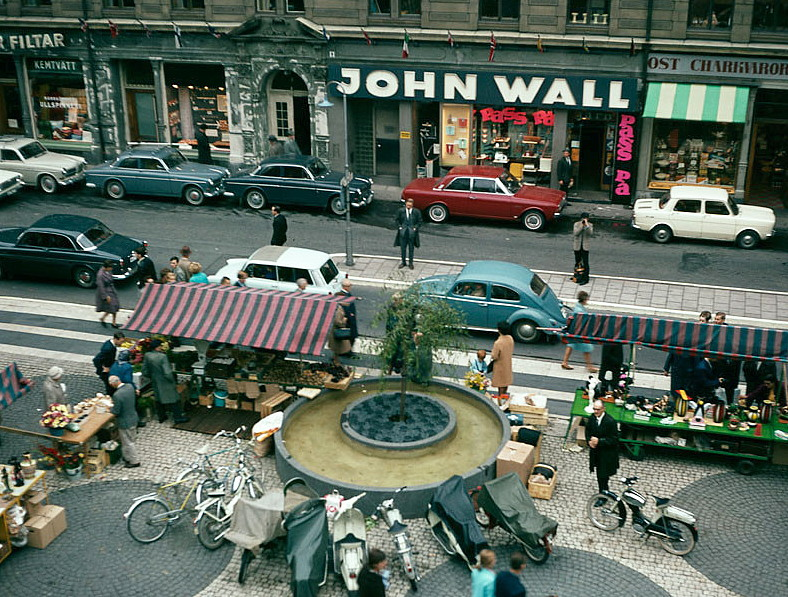
John Wall vid Slöjdgatan 9, 1965.

John Wall var en järnhandel i Stockholm. Verksamheten startades 1865 av järnkramhandlaren Otto John Wall i kvarteret Adam och Eva och låg mellan 1890 och 1990 i fastigheten Adam och Eva 17 och därefter på olika adresser i Stockholms innerstad tills försäljningen upphörde år 2018.

## De första åren

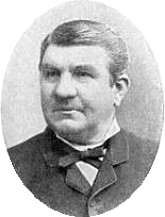
John Wall.

Järnhandlaren Otto John Wall (1837–1909) öppnade en liten järnaffär i november 1865 som till en början låg vid Hötorget nr 11 (dagens Slöjdgatan nr 11). Så småningom växte verksamheten och John Wall flyttade 1890 sin rörelse in i det nybyggda grannhuset, dagens Slöjdgatan 9 (se fastigheten Adam och Eva 17). John Wall var en typisk "järnkramarhandel" med bland annat kokkärl, brännvinskaggar, fotogenlampor, mjölkflaskor, handredskap, kaminer, järn- och metallvaror samt beslag, krokar, skruvar och spik som förvarades i hundratals utdragslådor bakom disken. Sitt magasin hade firman i synnerligen enkla lokaler vid Bryggargatan 24. År 1898 utvidgades verksamheten med en maskin- och verktygsavdelning som inrättades i samma hus, dock med egen entré från Drottninggatan 68. Inne i huset fanns en förbindelse mellan de båda avdelningarna.

## Aktiebolaget John Wall
År 1903 ombildades firman till aktiebolag, samtidigt drog John Wall sig tillbaka från ledningen och till verkställande direktör utsågs svärsonen P. Elof Brodin vilken innehade befattningen in på 1930-talet. Fram till sin död i maj 1909 följde dock Wall med intresse sitt tidigare företags utveckling. Affärslokalerna i kvarteret Adam och Eva moderniserades och härbärgerade utöver de båda butikerna även företagets kontorsrum och ledning. 1916 förvärvade bolaget även själva fastigheten som därefter kom att kallas John Wall-huset. Firman hade också ett välsorterat järn- och stållager vid Klara norra kyrkogata 12. I slutet av 1920-talet hörde järnhandeln John Wall till de främsta i sin bransch och man sysselsatte omkring 60 personer.

## John Wall säljs
År 1954 såldes John Wall till Konsumentföreningen Stockholm och 1967 blev firman en avdelning i PUB:s varuhus. Försäljningslokalerna låg dock kvar på sina ursprungliga adresser (Slöjdgatan 9 respektive Drottninggatan 68) fram till september 1990 då en omfattande brand förstörde byggnaden och John Walls järnaffär. Husets kulturhistoriskt värdefulla fasader kunde dock räddas men interiören totalsanerades och byggdes om till ”Adam & Eva Galleria”. 
Därefter vandrade John Wall runt inom PUB:s lokaler. 1993 sålde PUB-Varuhus AB rörelsen till fem järnhandlare i Stockholm som i mars 1994 öppna en 1 000 kvadratmeter stor järnavdelning högst upp i PUB:s bohagshus på Drottninggatan 63. I mars 2007 flyttade man åter igen sedan PUB:s bohagshus skulle förvandlas till modehus. John Wall fick nya ägare och en ny adress i Passagenhuset vid Regeringsgatan 44 / Mäster Samuelsgatan, där butiken stannade till 2014. Affären upphörde för gott år 2018. Då låg den vid Sveavägen 31 och samtidigt stängde även filialen i Täby centrum.

## Historiska bilder

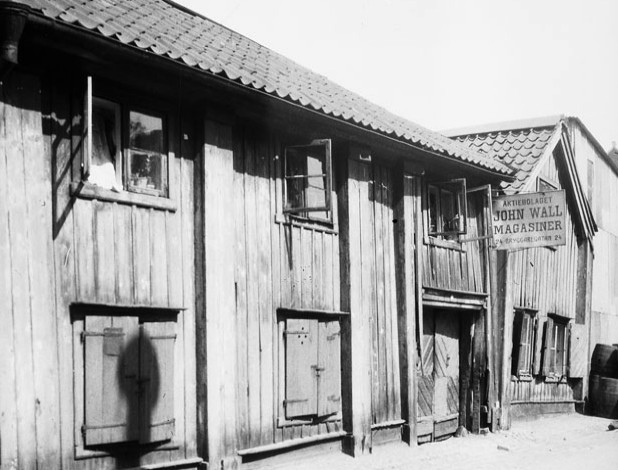
John Walls Magasiner vid Bryggargatan, 1890-tal.
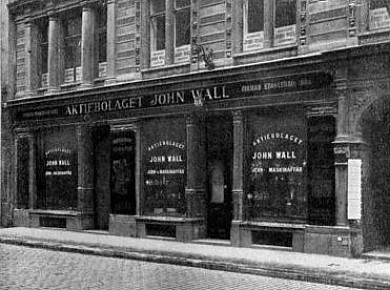
Entrén från Drottninggatan omkring 1900.
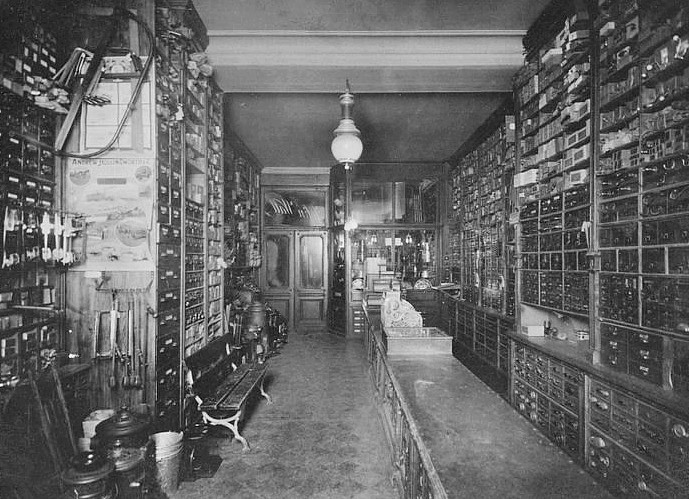
Interiören omkring 1900.
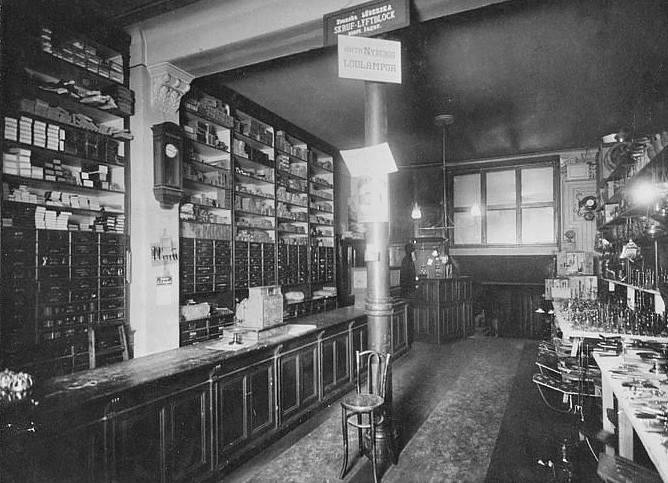
Interiören omkring 1900.
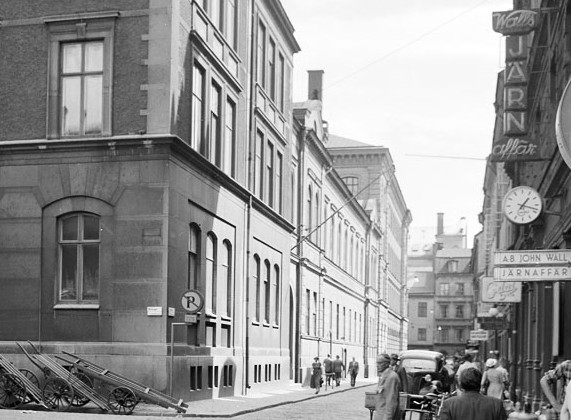
Slöjdgatan söderut med John Walls järnaffär till höger, 1954.